# Eta Cassiopeiae
Eta Cassiopeiae (Achird, 24 Cassiopeiae) é uma estrela binária na direção da constelação de Cassiopeia. Possui uma ascensão reta de 00h 49m 05.10s e uma declinação de +57° 48′ 59.6″. Sua magnitude aparente é igual a 3.46. Considerando sua distância de 19 anos-luz em relação à Terra, sua magnitude absoluta é igual a 4.59. Pertence à classe espectral G0V SB. É uma estrela variável RS Canum Venaticorum e é um sistema estelar próximo ao Sistema Solar.